# Aeroportul Berens River
Aeroportul Berens River (IATA: YBV, ICAO: CYBV) este un aeroport din Manitoba, Canada. Aeroportul a fost tranzitat în 2018 de 4.848 de pasageri.
Situat la o altitudine de 222 m, aeroportul dispune de o singură pistă.